# 1820 en droit
Cet article présente les faits marquants de l'année 1820 en droit.

## Événements
* Les États-Unis accordent le suffrage universel à tous les citoyens américains de sexe masculin.[Quand ?]

### Mars
- 2 mars : aux États-Unis, le Sénat parvient à trouver un compromis, appelé le Compromis du Missouri sur la question de l’esclavage.

### Juin
- 8 juin :  entrée en vigueur de l’acte final du congrès de Vienne.
- 29 juin : En France, promulgation de la Loi du double vote.

## Naissances
- Date précise inconnue :
  - Henri-Jean Feye, prêtre néerlandais, professeur de droit canon à l'université catholique de Louvain, secrétaire de commission au concile Vatican I († 1894).
- 6 mars : Édouard Allou, avocat et homme politique, mort en 1888.